# Mateo Santos Cantero
Mateo Santos Cantero (Villanueva de los Infantes, 1891 - Mèxic, 1964) fou un periodista i, des de 1926 fins al 1934, director literari de la revista de cine catalana Popular Film. Posteriorment creà una altra revista cinematogràfica, Cinefarsa.
Edità diverses novel·les i llibres, va col·laborar en diferents revistes i publicacions i dirigí quatre films documentals. Fou militant de la CNT-FAI i al seu segon film recollí les imatges de Barcelona després de la sublevació militar de 1936.

## Al voltant del periodista
Va agrupar, com a Director Literari de la revista Popular Film, la Generació de Popular Film, un conjunt de joves que escrivien amb l'intent de millorar el cinema i inculcar al públic la necessitat de veure un gran cinema.
Alguns dels seus articles els signà amb el pseudònim Gazel, renom que tornarà a utilitzar el 1945 a España Libre (París) on escriurà sobre literatura i cultura.

Poc abans d'acabar la Guerra Civil Espanyola se n'anà a França, on va passar pels camps de presoners d'Argelers i el Barcarès fins a l'agost de 1939. El 1940 demanà permís de residència i s'establí a Bordeus. El 1944 dirigí a Tolosa "el periódico confederal de artes y letras" amb el seu nebot, el grafista i cineasta Angel Lescarboura Santos. El 1948 s'establí a Mèxic, on practicà la crítica cinematogràfica i taurina.

## Publicacions Periodístiques[3][4][5]
Algunes de les publicacions periodístiques de Mateo Santos es van fer als següents mitjans:
- Los Miserables (1915-1918)
- El Cine (1910-1936)
- El Timón, Tierra y Libertad i Tiempos Nuevos.
- Popular Film. Director Literari (1926-1934)
- Cinefarsa Fundador(1934-1936)
- España Libre (Paris)(1945)
- Revista de Revistas (Mèxic) (1954)

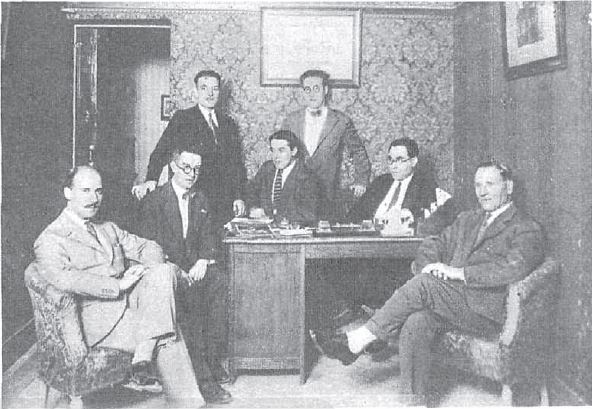
Mateo Santos (segon assegut per l'esquerra), amb la productora (E.L.A) del film mut Lo más sublime (1927)

## Curtmetratges documentals[3]
- Estampas de España. Córdoba (1934).
- Reportaje del movimiento revolucionario de Barcelona (1936) - per a la Oficina de Información y Propaganda de la CNT/FAI
- Barcelona trabaja para el frente (1936) - pel Comité Central d'Abastos de Barcelona
- Forjando la victoria (1937) - per a Sindicat de la Industria de l'Espectacle Films (SIE Films)de la CNT

## Poesia i narrativa[3][4][5]
- Los amores trágicos de Rosita Rodrigo (1917)
- La Venus de nieve (1925)
- Los héroes del siglo XX (1926)
- Camino de la ermita y Ruta desconocida (1928) (Obres dramàtiques)
- Carne de Caín, Barcelona (1936) (novel·la)
- El Cine bajo la svastica. La influencia fascista en el cinema Internacional. Barcelona (1937)
- Aguafuertes de la guerra civil (dibuixos de Ramon Isern) (1936)
- En torno a Cervantes. Elogio de la mujer manchega por Antonio Machado (1947)
- Images de l'Espagne franquiste (1947)
- Conquistadores de arena. (1948)
- Diccionario de sinonimos de la lengua castellana. Mèxic (1948)